# Jetstar Asia Airways
Jetstar Asia Airways Private Limited (Chinees: 捷星亚洲航空公司; Thais: เจ็ทสตาร์เอเชีย) is een in Singapore gestationeerde low cost maatschappij. Het is de Aziatische dochteronderneming van Qantas' Jetstar Airways. De maatschappij vliegt met de Airbus A320 met een grijze leren stoelindeling. Hoewel voedsel en drank aan boord gekocht moet worden mag je 20 kg bagage per persoon meenemen, in tegenstelling tot de meeste maatschappijen die een maximum van 10 kg hebben.

## Geschiedenis
De luchtvaartmaatschappij begon als een joint venture tussen Qantas (49%) en wat kleinere privé bedrijven uit Singapore (51%). Jetstar Asia kreeg haar officiële certificaat van de Singaporese regering op 19 november 2004. Tegenwoordig is de grootste aandeelhouder Orange Star, een bedrijf dat ontstaan is na de fusie tussen Jetstar Airways en Valuair.

## Bestemmingen
Jetstar Asia Airways voert lijnvluchten uit naar:(zomer 2007)

### Azië

#### Oost-Azië
- Japan
  - Osaka (Kansai International Airport)
- Volksrepubliek China
  - Hongkong (Hong Kong International Airport)
- Taiwan, Republiek China
  - Taipei (Taiwan Taoyuan International Airport)

#### Zuidoost-Azië
- Cambodja
  - Phnom Penh (Phnom Penh International Airport)
  - Siem Reap (Angkor International Airport)
- Myanmar
  - Yangon (Yangon International Airport)
- Filipijnen
  - Manilla (Ninoy Aquino International Airport)
- Singapore
  - Singapore (Internationale Luchthaven Changi) - Thuisbasis
- Thailand
  - Bangkok (Suvarnabhumi Airport)
  - Phuket (Phuket International Airport)
- Vietnam
  - Ho Chi Minhstad (Tan Son Nhat International Airport)

### Oceanië
- Australië - Vluchten van Jetstar Airways
  - Cairns (Cairns International Airport)
  - Darwin (Darwin International Airport)

## Vloot
de vloot van Jetstar Asia bestaat uit:
Airbus A320: 17